# Iutungi
Gli Iutungi (o Jutungi, tedesco Juthungen, greco iouthungi e latino iuthungi) appartenevano alla tribù germanica degli Alemanni e più precisamente della stirpe suebica che viveva tra i fiumi Danubio e Altmühl, nell'odierna Baviera.

## Storia
A partire dal III secolo le incursioni dei popoli germani a nord del Danubio, quali Marcomanni, Naristi, Vandali e Iutungi si intensificarono sempre più. La fortezza legionaria di Lauriacum, come tutte le altre città del Norico e delle vicine Rezia e Pannonia, poste lungo i confini dell'impero romano, si trovarono in prima linea a fronteggiarle. In particolare vi sarebbero evidenti segni di distruzione di parte dell'accampamento legionario di Lauriacum durante gli anni delle campagne di Massimino il Trace del 235-236.
Gli Iutungi invasero l'Italia nel 259, ma furono sconfitti il 24 o 25 aprile del 260 nei pressi di Augusta da Marcus Simplicius Genialis, agens vice praesidis di Rezia, l'iscrizione è rinvenuta sull'altare di Augusta e ricorda proprio questa vittoria contro le genti germaniche di Semnoni Iutungi e  nell'anno in cui Postumo era già augusto e console insieme ad un certo Onoraziano. In questa occasione furono liberati migliaia di prigionieri italici dalle truppe accorse dalla Rezia e dalla Germania superiore.
Con l'inizio del 270, quando ancora l'imperatore romano, Claudio il Gotico, era impegnato a fronteggiare la minaccia gotica, una nuova invasione di Iutungi tornò a procurare ingenti danni in Rezia e Norico. Claudio, costretto ad intervenire con grande prontezza, affidò il comando balcanico ad Aureliano, mentre egli stesso si dirigeva a Sirmio, suo quartier generale, da dove poteva meglio controllare ed operare contro i barbari. Poco dopo tuttavia morì, in seguito ad una nuova epidemia di peste scoppiata tra le file del suo esercito (agosto).
Nel gennaio del 271 vi fu un'importante invasione congiunta di Alemanni, Marcomanni e forse di alcune bande di Iutungi (Dessippo parla esplicitamente di una nuova invasione degli Iutungi, che ancora flagellava il suolo italico). Il nuovo imperatore, Aureliano, fu costretto ad accorrere in Italia, visto che questi popoli avevano già forzato i passi alpini. Raggiunta la Pianura padana a marce forzate percorrendo la via Postumia, fu inizialmente sconfitto dalla coalizione dei barbari presso Piacenza, a causa di un'imboscata.
(Historia Augusta - Aureliano, 21.1-3.)
Nel prosieguo della campagna, i barbari, per avidità di bottino, si divisero in numerose bande armate, sparpagliate nel territorio circostante. Aureliano, radunate nuovamente le armate dopo la sconfitta subita e deciso a seguirli nella loro marcia verso sud, riuscì a ribaltare le sorti della guerra. I barbari infatti avevano continuato a saccheggiare le città della costa adriatica come Pesaro e Fano. Non molto distante da quest'ultima città, lungo la via Flaminia sulle sponde del fiume Metauro, l'imperatore riuscì a batterli una prima volta e poi una seconda volta, in modo risolutivo, sulla strada del ritorno nei pressi di Pavia. In seguito a quest'ultima invasione, si provvedette (fu forse al tempo di Diocleziano) a sbarrare la strada a possibili e future invasioni, fortificando il corridoio che dalla Pannonia e dalla Dalmazia immette in Italia attraverso le Alpi Giulie: il cosiddetto Claustra Alpium Iuliarum.
Tra il 356 e il 358 Iutungi e Alemanni invasero la provincia romana della Rezia, distruggendone la capitale, Castra Regina, che era uno degli insediamenti militari romani più grandi in Germania. Una nuova invasione in Rezia (383) fu invece respinta da un esercito di Alani e Unni. Tra il 429 e il 431, anche il generale Ezio combatté conto gli Iutungi in Rezia e contro i Nori, questi ultimi probabilmente abitanti del Norico rivoltatisi.